# Adam Grodnicki
Adam Grodnicki (ur. 1917 w Krakowie, zm. 1996 r.) – działacz społeczno-kulturalny, publicysta.
Żołnierz polskich oddziałów we Francji (1940), po powrocie do kraju pracował w administracji państwowej. Badacz dziejów Kalwarii Zebrzydowskiej, Lanckorony i Wadowic, publikował na łamach Podbeskidzia. Założyciel i wieloletni prezes Towarzystwa Miłośników Kalwarii Zebrzydowskiej, był Zasłużonym Działaczem Kultury i laureatem Sowy Beskidów (nagrody BTSK).
Był współautorem Opowieści o Wadowicach (1983). Wydał: Ku pożytkowi rzemiosła (1985), „Stolarze z Kalwarii Zebrzydowskiej” (1985), Na Lanckoronie i stokach Żarku. Mieszkał w Kalwarii Zebrzydowskiej.